# Washington Torres
Washington Leandro Torres Trujillo (Santiago, Chile, 23 de mayo de 1984) es un ex-futbolista chileno que jugaba de defensa.

## Trayectoria

### Santiago Morning y Unión La Calera
Fue icono de Santiago Morning siendo una pieza fundamental dentro de la institución, ya que desde sus comienzos en el club se caracterizó por su gran capacidad de saltar, convirtiéndose en el actor principal del juego aéreo. Casi todas sus anotaciones fueron de cabeza, y hoy cuenta con un total de 20 goles en su carrera como futbolista profesional, fue factor fundamental en las instancias decisivas que vivió Santiago Morning en los últimos años. Tras el descenso del cuadro microbusero, parte en calidad de préstamo a Unión La Calera tras casi 10 años jugando por el Chaguito, para luego volver a su antiguo club a la temporada siguiente.

### Coquimbo Unido
En 2016 Washington Torres llega a reforzar al plantel de Coquimbo Unido, un cuadro que por aquel entonces participaba en la Primera B de Chile. No fue hasta el año 2018 que obtuvo su primer éxito con este club, siendo campeón del torneo de Primera B de 2018, y logrando ascender a la Primera División de Chile 2019, torneo que actualmente está en disputa.

## Clubes
| Club                           | País  | Año       |
| ------------------------------ | ----- | --------- |
| Santiago Morning               | Chile | 2002-2016 |
| → Unión La Calera (cedido)     | Chile | 2012      |
| → San Marcos de Arica (cedido) | Chile | 2014-2015 |
| → Ñublense (cedido)            | Chile | 2015-2016 |
| Coquimbo Unido                 | Chile | 2016-2019 |
| San Antonio Unido              | Chile | 2020-2021 |

## Palmarés

### Campeonatos nacionales
| Título    | Club             | País  | Año  |
| --------- | ---------------- | ----- | ---- |
| Primera B | Santiago Morning | Chile | 2005 |
| Primera B | Coquimbo Unido   | Chile | 2018 |